# Fly away -大空へ-
「Fly away -大空へ-」（フライ・アウェイ おおぞらへ）は、Suaraの楽曲で、10枚目のシングル。2014年1月15日に響ミュージックから発売された（販売元はポニーキャニオン。）。

## 概要
表題曲はテレビ東京系アニメ『カードファイト!! ヴァンガード リンクジョーカー編』のエンディングテーマとして使用されている。
2013年11月の出産以来最初のCDリリースで、本人単独の名義でリリースされるシングルは2009年10月の「赤い糸」以来約4年ぶりとなる。
収録曲は何れもSuara本人（名義は出生名の巽明子）による作詞である。なお、シングルの両面が本人作詞となるのは初めてのことになる。

## 収録曲
- 全作詞：巽明子

1. Fly away -大空へ- [3:26]
作曲：衣笠道雄、編曲：豆田将
2. promise [5:07]
作曲・編曲：松岡純也
3. Fly away -大空へ- <instrumental>
4. promise <Instrumental>